# نیوه (استان اشوی‌داشکسیه)
نیوه (به لهستانی: Niwy) یک منطقهٔ مسکونی در لهستان است که در گمینا دالشتسه واقع شده‌است. نیوه ۸۰۰ نفر جمعیت دارد.